# لوكهيد بيغ ديبر
لوكهيد بيغ ديبر نموذج 34 (الدب الأكبر) طائرة أمريكية بمقعدين أحادية السطح، صممت وبنيت من قبل شركة لوكهيد في بوربانك كنموذج بحثى لإنتاج طائرات مدنية خفيفة وطائرات عسكرية الخفيفة متعددة الأغراض. بني واحد فقط وتم التخلى عن المشروع بعد تحطم الطائرة حادث تجريبي.

## المواصفات

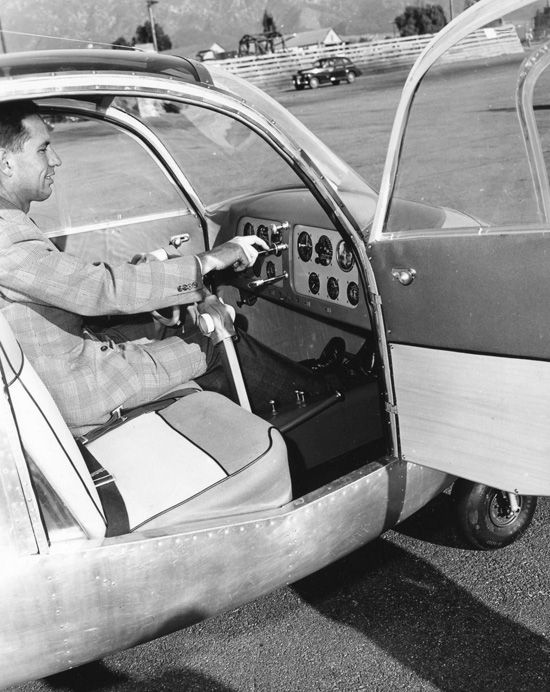
قمرة القيادة

البيانات من Francillon 1982
الخصائص العامة
- طاقم: Two (pilot and passenger)
- طول: 22 قدم 2 بوصة (6.76 م)
- باع الجناح: 31 قدم 0 بوصة (9.45 م)
- ارتفاع: 8 قدم 10 بوصة (2.69 م)
- الوزن فارغة: 935 رطل (424 كـغ)
- الوزن الإجمالي: 1,450 رطل (658 كـغ)
- محركات: 1 × Continental C100-12 piston engine four-cylinder air-cooled محرك مسطح  [لغات أخرى]‏, 100 حصان (75 كـو)

أداء
- السرعة القصوى: 136 ميل/س (219 كم/س؛ 118 عقدة)
- سرعة العبور: 119 ميل/س (103 عقدة؛ 192 كم/س)
- سقف الخدمة: 16,000 قدم (4,877 م)
- معدل الصعود: 840 قدم/د (4.3 م/ث)